# Angulí
Angulí je stará jednotka délky používaná v Indii. Její hodnota činila přibližně 0,02 m. V Bengálsku byla její hodnota 0,01905 m a tvořila 1/48 jednotky gaz.